# Habab
Habab al-Faradi, ou plus simplement Habab, est un mathématicien arabophone andalou du Xe siècle.